# Igor' Putin
Igor' Aleksandrovič Putin (in russo Игорь Александрович Путин?; Leningrado, 30 marzo 1953) è un imprenditore, banchiere e politico russo,  ex vicepresidente di Master Bank. È cugino di primo grado del presidente russo Vladimir Putin. Viene anche definito il "cugino povero" di Vladimir Putin, un "banchiere improvvisato che senza quel cognome pesante sarebbe un signor nessuno"..
È il presidente di Igor Putin Fund, una società di investimento che sostiene e sviluppa l'industria nelle regioni periferiche della Russia.

## Biografia
Igor' Putin è nato a Leningrado (ora San Pietroburgo), figlio dell'ufficiale militare sovietico Aleksandr Putin, fratello minore di Vladimir Putin senior, padre del presidente russo. La famiglia si trasferì a Kovrov e poi a Rjazan', dove Aleksandr Putin prestò servizio come istruttore nella scuola superiore militare di Rjazan' (Rjazanskoe Vyšee Komandnoe Avtombilnoe Učilišče). Igor' Putin si è diplomato alla scuola superiore militare di Rjazan' nel 1974.

### Carriera
Dal 1974 al 1998 Igor' Putin prestò servizio nell'esercito sovietico e poi nell'esercito russo. Nel 1998 si ritirò dall'esercito e si trasferì a Rjazan'. Dal 1998 al 2000 ha lavorato nel comitato statistico dell'Oblast' di Rjazan'. Nel 2000-2005, ha lavorato come presidente della Ryazan Licensing Chamber. Nel 2002 è diventato presidente del Comitato di coordinamento di Rjazan' del partito Russia Unita. Durante quegli anni Igor' Putin ha anche conseguito la laurea presso l'Accademia Volgo-Vjatskaja del Servizio Statale (2000) e presso l'Istituto di Economia, Management e Diritto di Mosca (2003).
Nel 2005 Putin si è trasferito a Samara, dove è diventato presidente di Samarskij rezervuarnyj zavod, costruttore di serbatoi in acciaio e parte della holding VolgaBurMaš. Nell'ottobre 2006 ha lasciato il partito Russia Unita per passare a Russia Giusta, ma la sua scalata nella politica è stata fermata da suo cugino per evitare accuse di nepotismo all'interno del governo. Nel 2007 è diventato direttore di AvtoVAZbank.
Nel settembre 2010 Igor' Putin è diventato vicepresidente della Master Bank, la banca moscovita presieduta fin dalla sua nascita, nel 1992, da Boris Il'ič Buločnik, imprenditore, personaggio pubblico russo ed esponente della famiglia Buločnik che era la proprietaria della banca. Sempre nel settembre 2010, la banca ha ricevuto un contratto redditizio con Rosnanotech. Tuttavia, Putin ha ricoperto la carica di vicepresidente solo per pochi mesi e si è ritirato nel dicembre 2010.
Nel febbraio 2012 ha investito nello sviluppo del porto di Murmansk. A quel tempo, possedeva anche il 51% di Energija, il 40% di Avangard 500 e il 25% di Gorizont TV. A partire dal 2013, in qualità di presidente del consiglio di amministrazione del porto marittimo internazionale di Pečenga, è stato membro del Consiglio marittimo del governo.
Secondo varie fonti, il 30 ottobre o l'11 novembre 2013 si è dimesso dal consiglio di amministrazione della RZB e, secondo il quotidiano Vedomosti del 6 febbraio 2014, ha anche lasciato i consigli di amministrazione della Cassa di risparmio industriale (PSB), di cui era membro dall'ottobre 2012, e della società di costruzioni Jakut SU-888.
Nel marzo 2017, Novaja Gazeta ha pubblicato i materiali dell'indagine avviata nel 2014 sul ritiro illegale di 700 miliardi di rubli dalla Russia, di cui 350 miliardi sono passati attraverso la Russian Land Bank e la Zapadnyj Bank, anche durante il periodo in cui Igor' Putin era membro del consiglio di amministrazione di RZB.

### Sanzioni
Nel 2022 è stato sanzionato dal governo del Regno Unito in relazione alla guerra russo-ucraina.

## Accuse di riciclaggio di denaro
Il pensionamento di Igor' Putin ha coinciso con un'indagine penale in corso all'epoca. Si trattava del presunto furto di oltre 30 milioni di rubli russi tra i dipendenti che utilizzavano la tecnologia informatica di Master Bank. L'indagine ha accusato il principale specialista informatico della banca, Meri Tevanjan, di aver condotto transazioni sospette con un fatturato giornaliero di oltre 500 milioni di rubli russi. Nel marzo 2011, cinque giorni dopo la fine delle indagini, Igor' Putin è tornato nel consiglio di amministrazione della banca come direttore e mantenendo anche la sua posizione dirigenziale presso Avtovazbank.
Nel novembre 2013, la Banca centrale russa ha revocato la licenza bancaria di Master Bank a seguito di scandali di riciclaggio di denaro. All'epoca di questi scandali, Igor' Putin era un direttore del consiglio di amministrazione della banca e in precedenza ne era stato vicepresidente.
Nel 2014, un rapporto dell'Organized Crime and Corruption Reporting Project (OCCRP) ha rivelato uno schema di riciclaggio di denaro da 20 miliardi di dollari tra banche russe e la banca moldava Moldindconbank, in cui la Russian Land Bank aveva trasferito 5 miliardi di dollari. Igor' Putin era all'epoca il direttore della Russian Land Bank, e in una successiva dichiarazione alla rivista Forbes Russia, ha detto di essersi dimesso da questa posizione quando si è sentito a disagio con le attività sospette della banca. Altre banche associate a Igor' Putin sono state coinvolte in un massiccio programma di riciclaggio di denaro soprannominato "la lavanderia a gettoni russa". Il sistema ha trasferito denaro attraverso le banche con falsi prestiti tra società offshore, società cartiere, giudici moldavi corrotti e banche moldave e lettoni in modo da far passare liberamente denaro dalla Russia all'Europa.
Nel 2016, il banchiere Aleksej Kulikov è stato arrestato per aver sottratto illegalmente 10 miliardi di dollari dal paese attraverso Promersbank, una banca il cui membro del consiglio di amministrazione all'epoca era Igor' Putin.
Igor' Putin è rimasto impigliato in alcuni dei maggiori scandali di riciclaggio di rubli sporchi verso l'Europa e gli Stati Uniti. L'ultimo caso di riciclaggio in cui Igor' Putin è rimasto coinvolto è quello della Danske Bank per un giro di circa 200 miliardi di euro.

## Vita privata
Ha un figlio, Roman Putin, un uomo d'affari che ha fondato la società russa Putin Consulting nel marzo 2014 e il mese successivo ha accusato di corruzione la società delle ferrovie russe. Ha una nipote, Vera Putina, a volte erroneamente indicata come la nipote del presidente Putin.